# Tratado de Libre Comercio entre Corea del Sur y Estados Unidos
El Acuerdo de Libre Comercio entre los Estados Unidos de América y la República de Corea (conocido en ocasiones como TLC KORUS: KOR: Corea del Sur; US: Estados Unidos) es un acuerdo comercial entre los Estados Unidos y Corea del Sur. Las negociaciones fueron anunciados el 2 de febrero de 2006 y concluyeron el 1 de abril de 2007. El tratado fue firmado en un primer momento el 30 de junio de 2007, con una versión renegociada firmada a principios de diciembre de 2010.
El acuerdo fue ratificado por los Estados Unidos el 12 de octubre de 2011, durante el gobierno demócrata de Barack Obama pasando por el Senado con una votación favorable de 83-15 y por la Cámara con una votación también favorable de 278-151.
En el caso de Corea del Sur, el TLC fue ratificado por la Asamblea Nacional dirigida por el Hannara Dang (Gran Partido Nacional) de Lee Myung-bak el 22 de noviembre de 2011, con una votación favorable de 151-7, con 12 abstenciones. El acuerdo entró en vigor en marzo de 2012.
Las disposiciones del Tratado eliminan el 95% de las tarifas aduaneras de cada nación sobre los bienes dentro de los cinco años siguientes a la entrada en vigor. También crean nuevas protecciones para los servicios financieros multinacionales y otros firmas. El tratado es el primer tratado de Libre Comercio (TLC) de Estados Unidos con una economía asiática importante y su mayor acuerdo comercial desde el polémico Tratado de Libre Comercio de América del Norte (TLCAN) de 1993. Para Corea del Sur, este será el segundo TLC más grande, tras el firmado con la Unión Europea, empequeñeciendo los firmados en los últimos años con Chile, Singapur, el Área Europea de Libre Comercio y la Asociación de Naciones del Sudeste Asiático (ANSA).